# Élection présidentielle américaine de 1912 en Pennsylvanie
L'élection présidentielle américaine de 1912 en Pennsylvanie a lieu le 5 novembre 1912 comme dans les 47 autres États qui composent alors les États-Unis. Les électeurs pennsylvaniens choisissent des grands électeurs pour les représenter dans le collège électoral à travers un vote populaire. La Pennsylvanie possède en 1912 38 grands électeurs. L'État donne l'ensemble de ses grands électeurs au candidat du Parti progressiste, l'ancien président Theodore Roosevelt. 
Le candidat vainqueur de ce scrutin dans tout le pays sera néanmoins le candidat du Parti démocrate  Wilson, qui occupera la présidence des États-Unis du 4 mars 1913 au 4 mars 1921, ayant été réélu en 1916. 